# Copa Rodrigues Alves
Copa Rodrigues Alves – piłkarski turniej towarzyski rozgrywany pomiędzy 1922 a 1923 w Brazylii i Urugwaju.

## Edycje

### 1922
| 29 października 1922 | Brazylia | 3:1raport | Paragwaj | São Paulo |
|                      |          |           |          |           |

### 1923
| 22 listopada 1923 | Brazylia | 2:0raport | Paragwaj | Montevideo |
|                   |          |           |          |            |